# Santo Amaro (Vila Nova de Foz Côa)
Santo Amaro era una freguesia portuguesa del municipio de Vila Nova de Foz Côa, distrito de Guarda.

## Historia
Fue suprimida el 28 de enero de 2013 al pasar a formar parte de la freguesia de Vila Nova de Foz Côa, en aplicación de una resolución de la Asamblea de la República portuguesa promulgada el 16 de enero de 2013.